# Jiří Svoboda (ilustrátor)
Jiří Svoboda (* 5. května 1965 Pelhřimov) je český malíř a ilustrátor, specializující se na rekonstrukce pravěku (ekosystémů i živočichů, žijících v dávných geologických epochách). Jeho hlavním oborem je tedy tzv. paleoart.

## Život a dílo
K tomuto tématu jej v dětství přivedly rekonstrukce Zdeňka Buriana a knihy paleontologa Josefa Augusty. Od roku 2005 spolupracuje na rekonstrukcích dávných ekosystémů s předními českými paleobotaniky i paleozoology. Jeho práce jsou k vidění v mnoha knihách i na výstavách v muzeích a galeriích. Jiří Svoboda spolupracuje dlouhodobě například s dalším českým ilustrátorem pravěku Petrem Modlitbou. Kromě mnoha ilustrací pro přírodovědné časopisy spoluilustroval i několik knih (např. Putování naším pravěkem z roku 2011).